# Baldvin Magnússon
Baldvin Þór Magnússon (7 de abril de 1999) es un deportista de Islandia que compite en atletismo. Ganó una medalla de bronce en el Campeonato Europeo de Atletismo Sub-23 de 2021, en la prueba de 5000 m.